# Dendrobium maccarthiae
Dendrobium maccarthiae är en orkidéart som beskrevs av George Henry Kendrick Thwaites. Dendrobium maccarthiae ingår i släktet Dendrobium, och familjen orkidéer. Inga underarter finns listade i Catalogue of Life.